# Epopeus II. (König von Sikyon)
Epopeus II. (altgriechisch Ἐπωπεύς Epōpeús) war in der griechischen Mythologie König von Sikyon.
Er tötete Hyllos, den Sohn des Herakles, im Zweikampf und erbeutete das Horn, das Hyllos rechts im Gesicht trug. Dieses Horn füllte er mit dem Wasser der Styx und errang so den Königsthron.
Die zeitliche Einordnung des Epopeus ist schwierig, da er sonst keine Erwähnung findet.